# 彭斯維爾鎮區 (新澤西州)
彭斯維爾鎮區（英語：Pennsville Township）是位於美國新澤西州塞勒姆縣的一個鎮區。

## 地方資料
彭斯維爾鎮區的面積為63.66平方千米，當中陸地面積為55.08平方千米，而水域面積為8.58平方千米。根據2020年美國人口普查的數據，當地共有人口12684人，而人口密度為每平方千米199.25人。